# 1645

## Esdeveniments
Països Catalans
Resta del món
- 11 de febrer, Pequín (Xina): El jesuïta i astrònom alemany Johann Adam Schall von Bell, va fer una predicció encertada sobre un eclipsi de lluna i l'emperador Shunzhi el va nomenar manderí de tercer nivell.[1]

- Revolta lusobrasilenya al Brasil contra el domini Neerlandès.[2]
- Tractat de Brömsebro: El Regne de Suècia obté del Regne de Dinamarca Halland, Gotland, les últimes regions d'Estònia i diverses províncies de Noruega.[3]
- Epidèmia a Àustria.[4]
- Miyamoto Musashi escriu Dokkōdō.

## Naixements
Països Catalans
Resta del món
- 29 de gener - Jemeppe-sur-Meuse (principat de Lieja): Rennequin Sualem, enginyer conegut per la màquina de Marly al Castell de Versalles
- 24 de febrer - Erfurt: Johann Ambrosius Bach, músic alemany (m. 1695)

## Necrològiques
Països Catalans
Resta del món
- 13 de juliol - París (França): Marie de Gournay, escriptora, editora protofeminista i alquimista (n. 1565).[5]
- 28 d'agost - Rostock, Sacre Imperi: Hugo Grotius, jurista, filòsof, escriptor i poeta holandès (n. 1583).
- 8 de setembre - Villanueva de los Infantes: Francisco de Quevedo, poeta i prosista del barroc espanyol.
- Pequín: Feng Menglong, escriptor